# Rue Naprstkova
La rue Náprstkova  est une voie de Prague. Située dans la vieille ville de Prague relie la rue Karolina Světlá et la place de Bethléem.

## Origine du nom
Elle porte le nom du patriote et mécène tchèque Vojtěch Náprstek (1826-94), qui fonda un musée des cultures asiatiques, africaines et américaines sur la place de Bethléem.
Depuis le XIVe siècle, le nom de la rue est Zlata (doré), du nom des orfèvres et bijoutiers qui y travaillaient. Elle a reçu le nom de Náprstkova en 1894 et depuis lors, Zlatá est une rue voisine qui relie la place Anenská à la rue Jilská.

## Bâtiments remarquables et lieux de mémoire
- Palais Pachtů de Rájov - numéro 1 et 4 place Anenská, 32 Karoliny Světlá et 1 rue Stříbrná
- Au Venceslas d'or - numéro 2[4]
- U Zlatá lodi - numéro 4[5]
- Maison à Ste Cécile - numéro 6
- Maison U Slámů - numéro 7[6]